# Немес

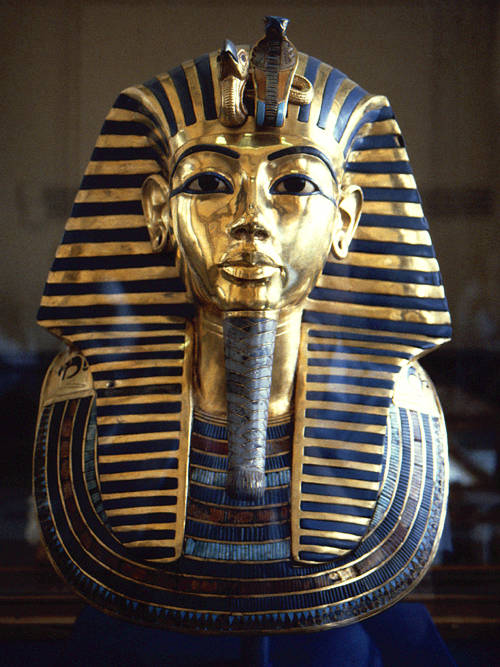
Золотая маска Тутанхамона с немесом.

Неме́с, или клафт — царский головной убор в Древнем Египте, один из символов власти египетских фараонов. Представлял собой сделанный из ткани платок, обычно полосатый (на большинстве изображений — синий с золотом), сплетённый в узел сзади и с двумя длинными боковыми фалдами, вырезанными полукругом и спускающимися на плечи.
Немес служил защитой от пыли, загара и являлся привилегией царской семьи. Немес покрывал всю верхнюю и затылочную часть головы, оставляя уши открытыми. Поперечную сторону ткани немеса накладывали на лоб горизонтально, укрепляли лентой, а сверху надевали уре́й — изображение богини-кобры Уаджи́т. В отдельных случаях поверх немеса могла надеваться двойная корона Верхнего и Нижнего Египта (пшент), о чём свидетельствуют, среди прочих, колоссы Рамсеса II в Абу-Симбеле.
| n · T34 · m | s | V6 |

| n · T34 · m | s | V6 |

Иногда словом «немес» обозначают только царский полосатый платок, следовательно, его считают разновидностью клафта, как называют любой египетский платок, плотно облегавший голову. Клафт был распространён среди представителей всех сословий. Среди рядовых египтян клафт мог быть белым или полосатым, причём цвет полос зависел от статуса и рода занятий владельца: например, у воинов полосы были красные, у жрецов — жёлтые, и т. п. Платок с синими продольными полосами мог носить только фараон.
Самое раннее изображение немеса с уреем, дошедшее до нас — пластина фараона Дена (I династия) из слоновой кости, хранящаяся в Британском музее. Первая известная нам скульптура с немесом изображает фараона Джосера. В числе самых поздних — статуи римских императоров, включая Августа. Немес присутствует и на голове Большого Сфинкса.

## Галерея

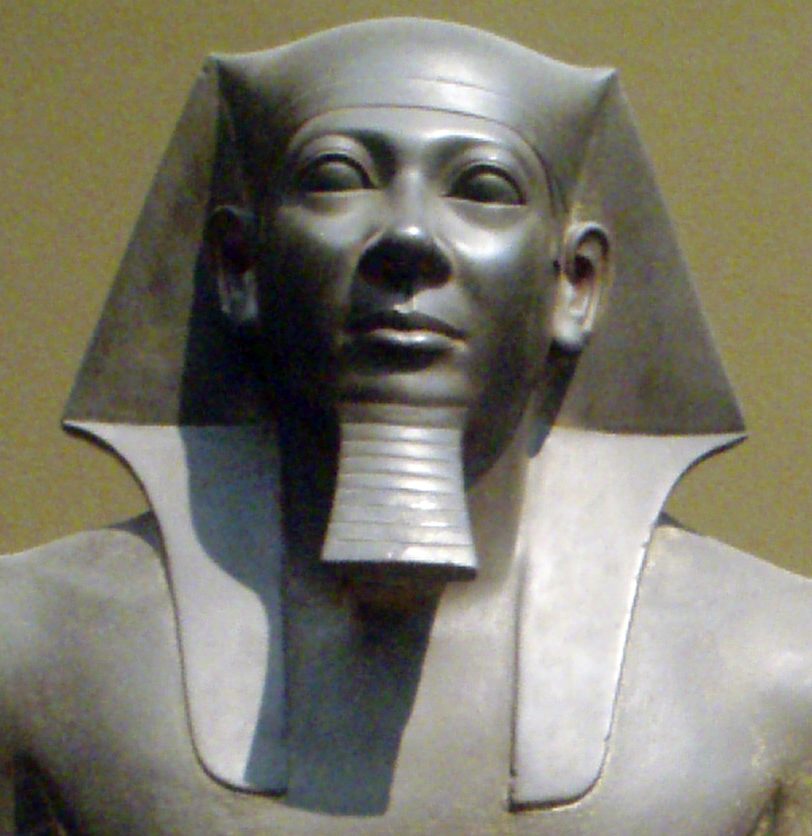
Статуя фараона Древнего царства Менкаура в немесе.
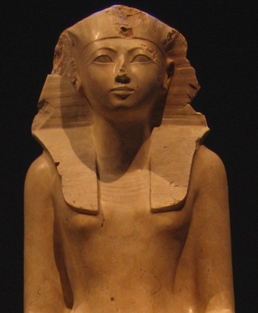
Женщина-фараон Хатшепсут, облачённая в немес.
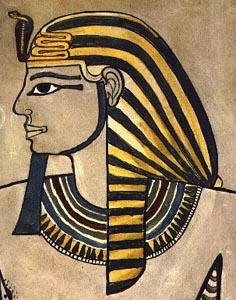
Цветной профиль Аменхотепа II с немесом и уреем.
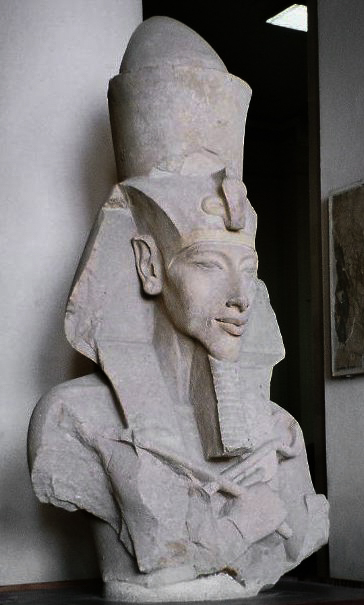
Эхнатон (Аменхотеп IV) в немесе и пшенте.
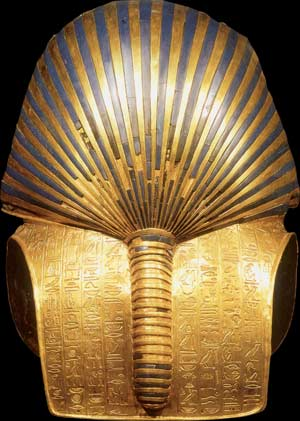
Немес золотой маски Тутанхамона. Вид сзади.
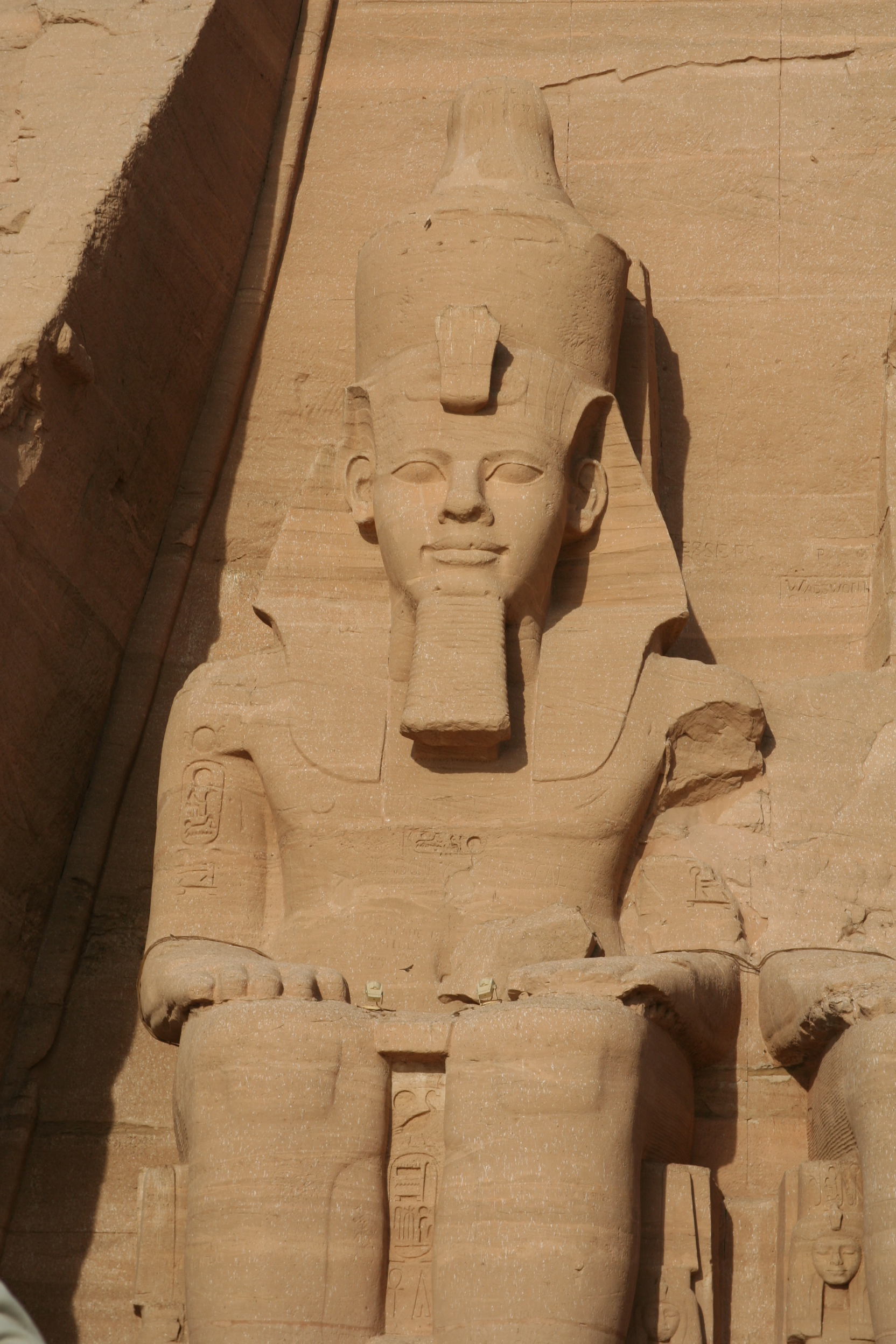
Колосс Рамсеса II в Абу-Симбеле.
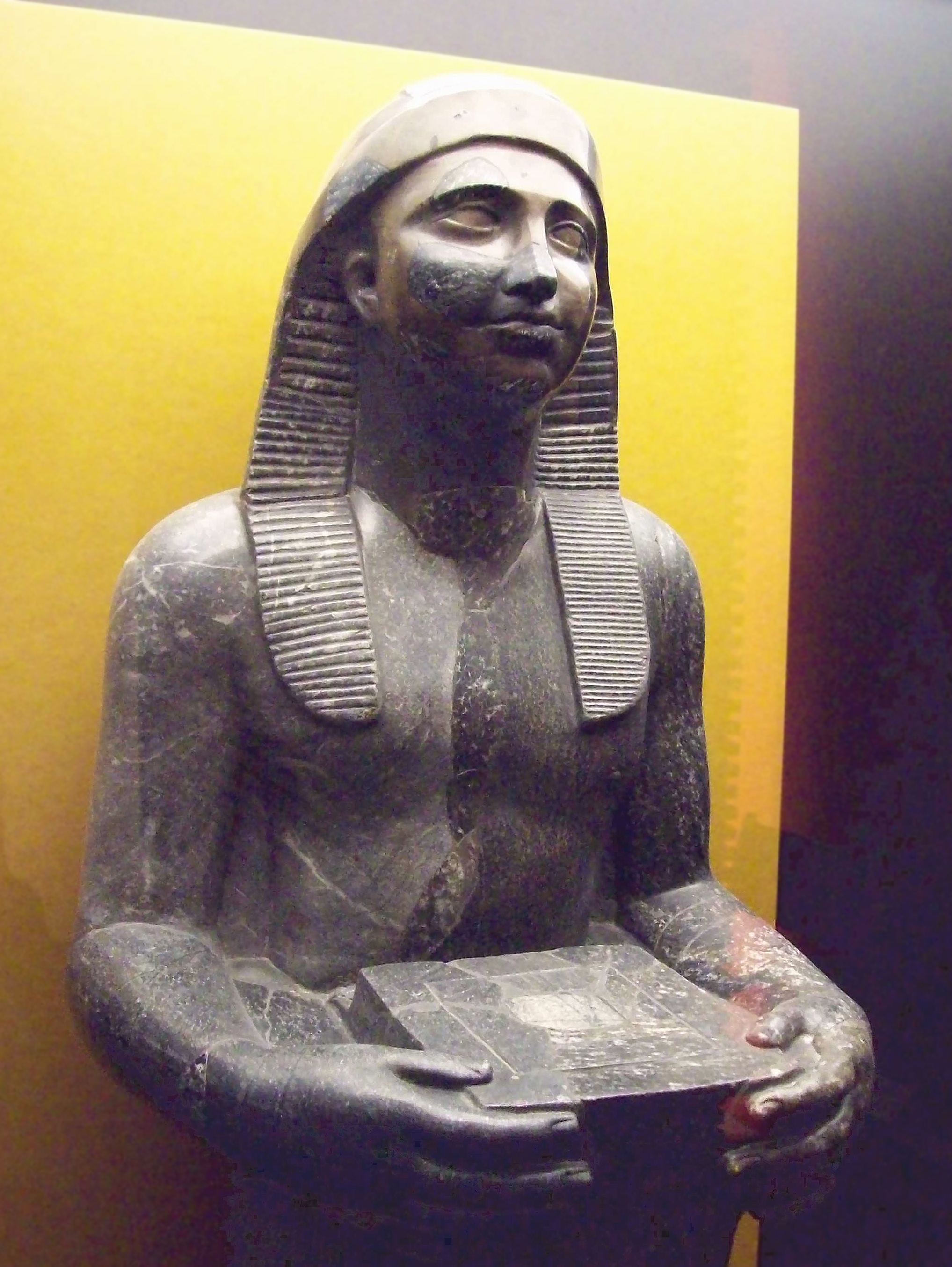
Статуя Нектанеба I.
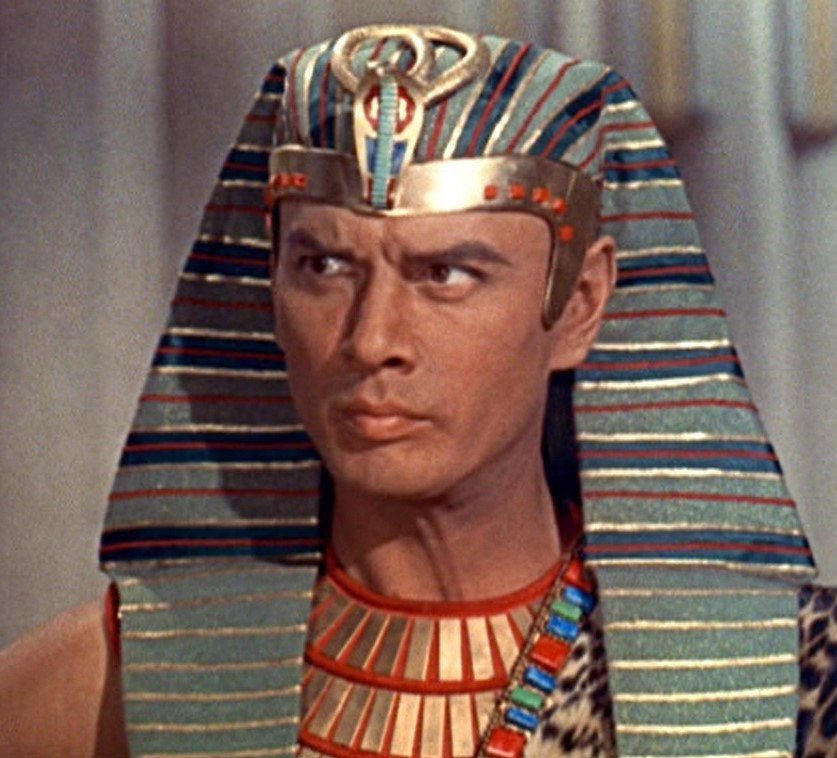
Юл Бриннер в роли Рамсеса в фильме «Десять заповедей».
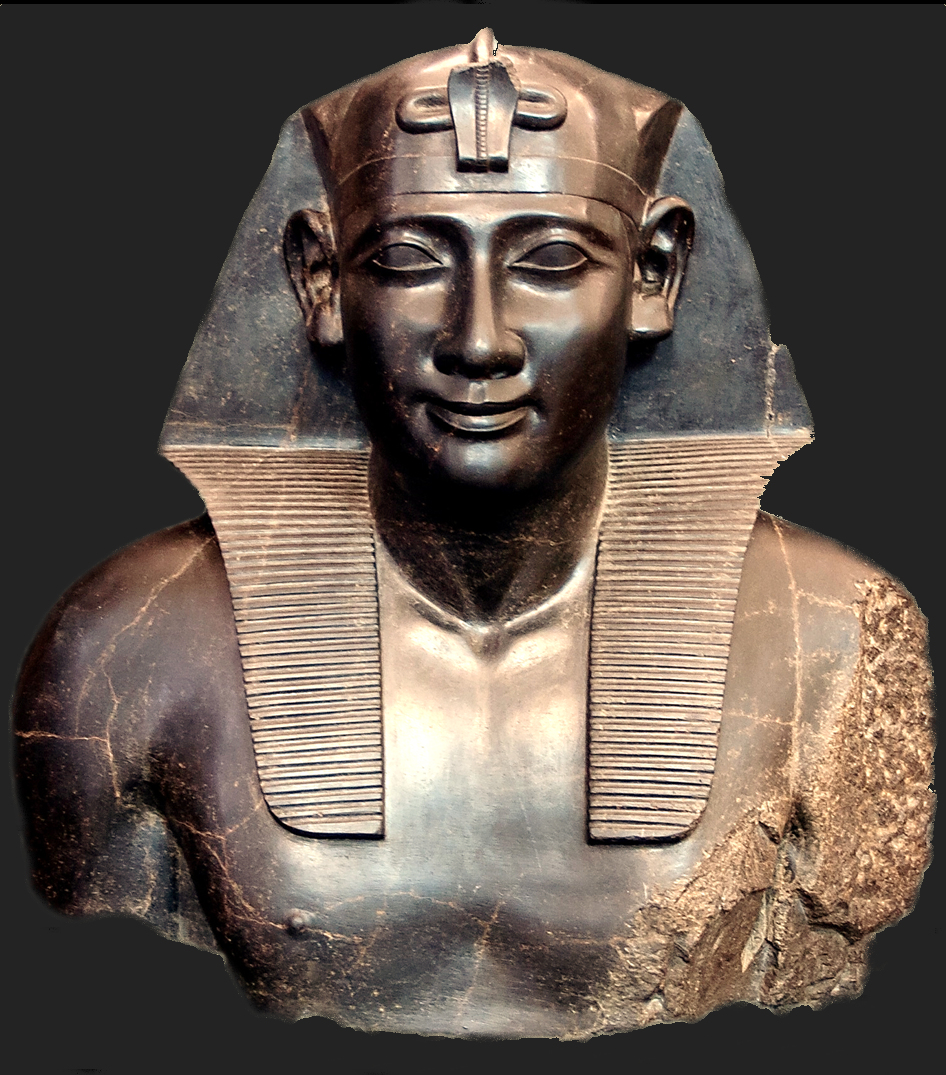
Бюст Птолемея I Сотера.
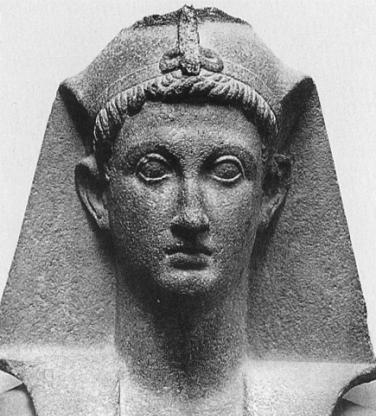
Октавиан Август в образе фараона.
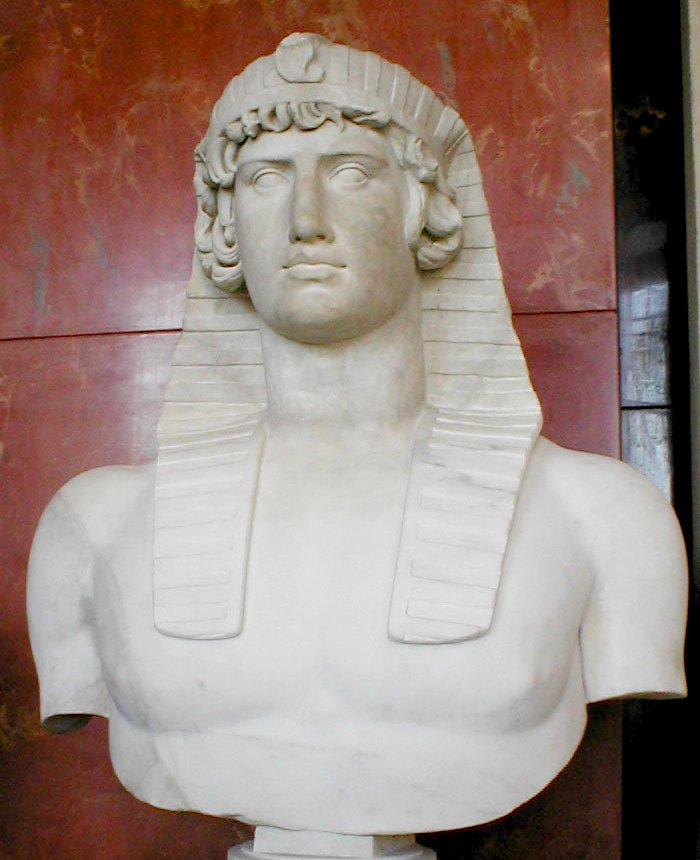
Антиной в немесе.
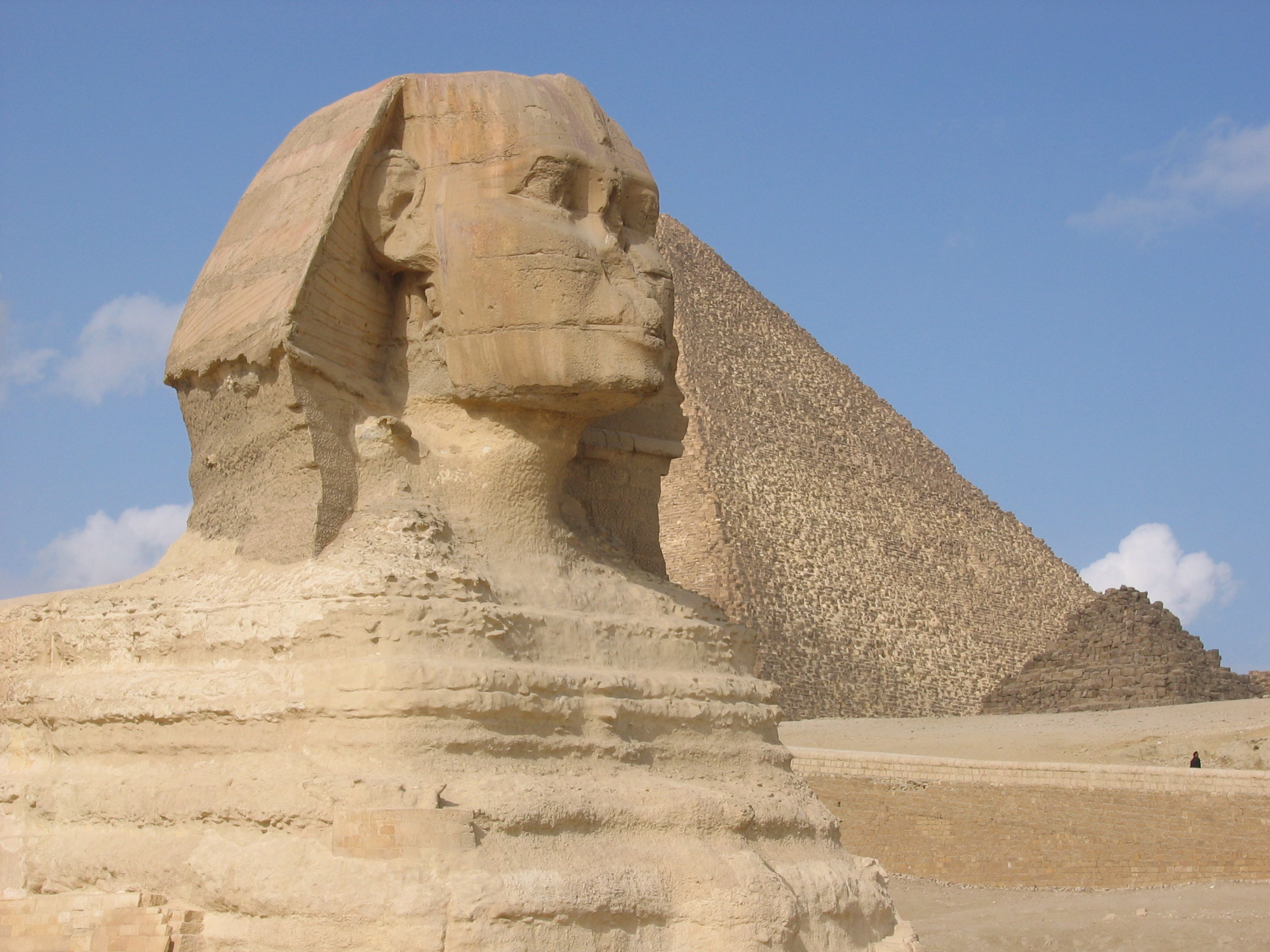
Большой сфинкс.
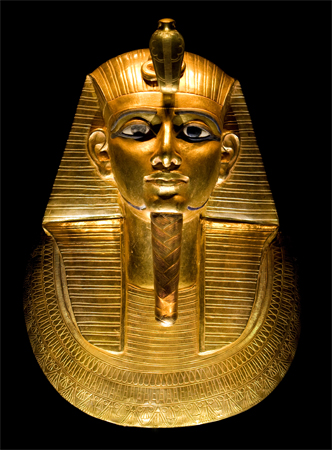
Золотая погребальная маска Псусеннеса I.
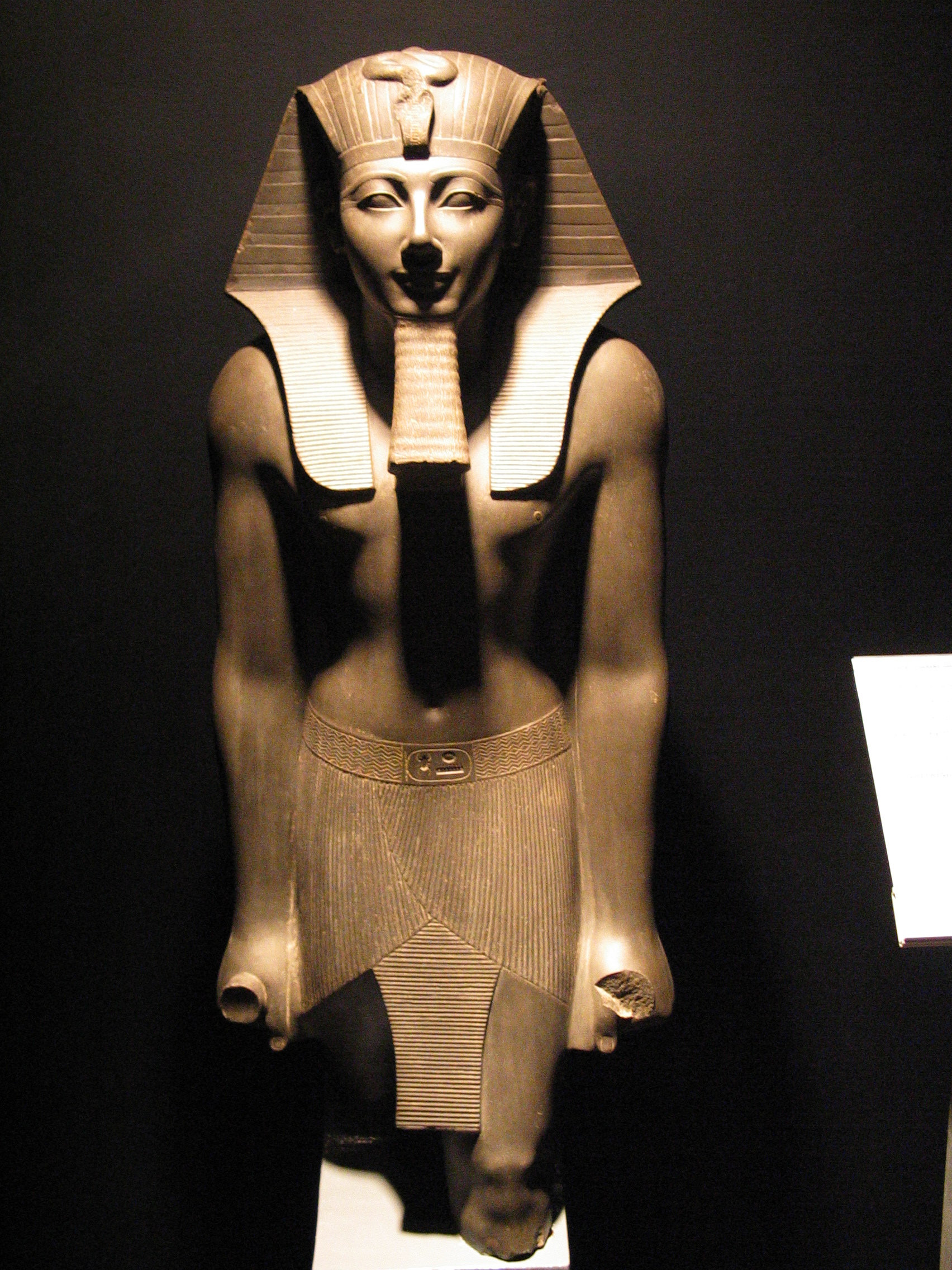
Тутмос III в немесе.
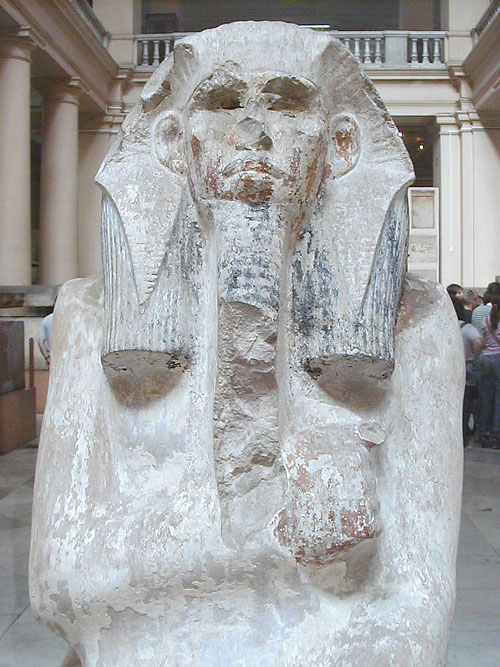
Статуя Джосера (первая скульптура фараона в немесе).
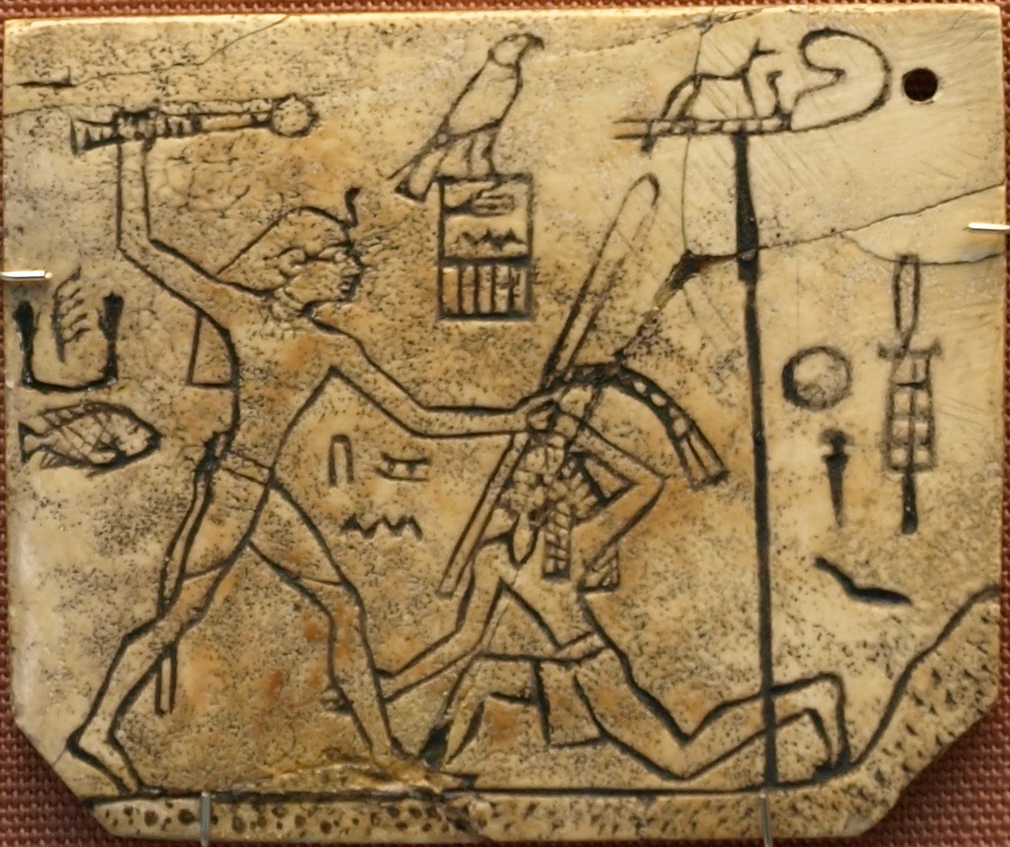
Ден, побивающий своих врагов(первое изображение фараона в немесе).